# Liste der Gerichtsbezirke in Extremadura
Dies sind die Gerichtsbezirke in Extremadura, Spanien.

## Provinz Badajoz

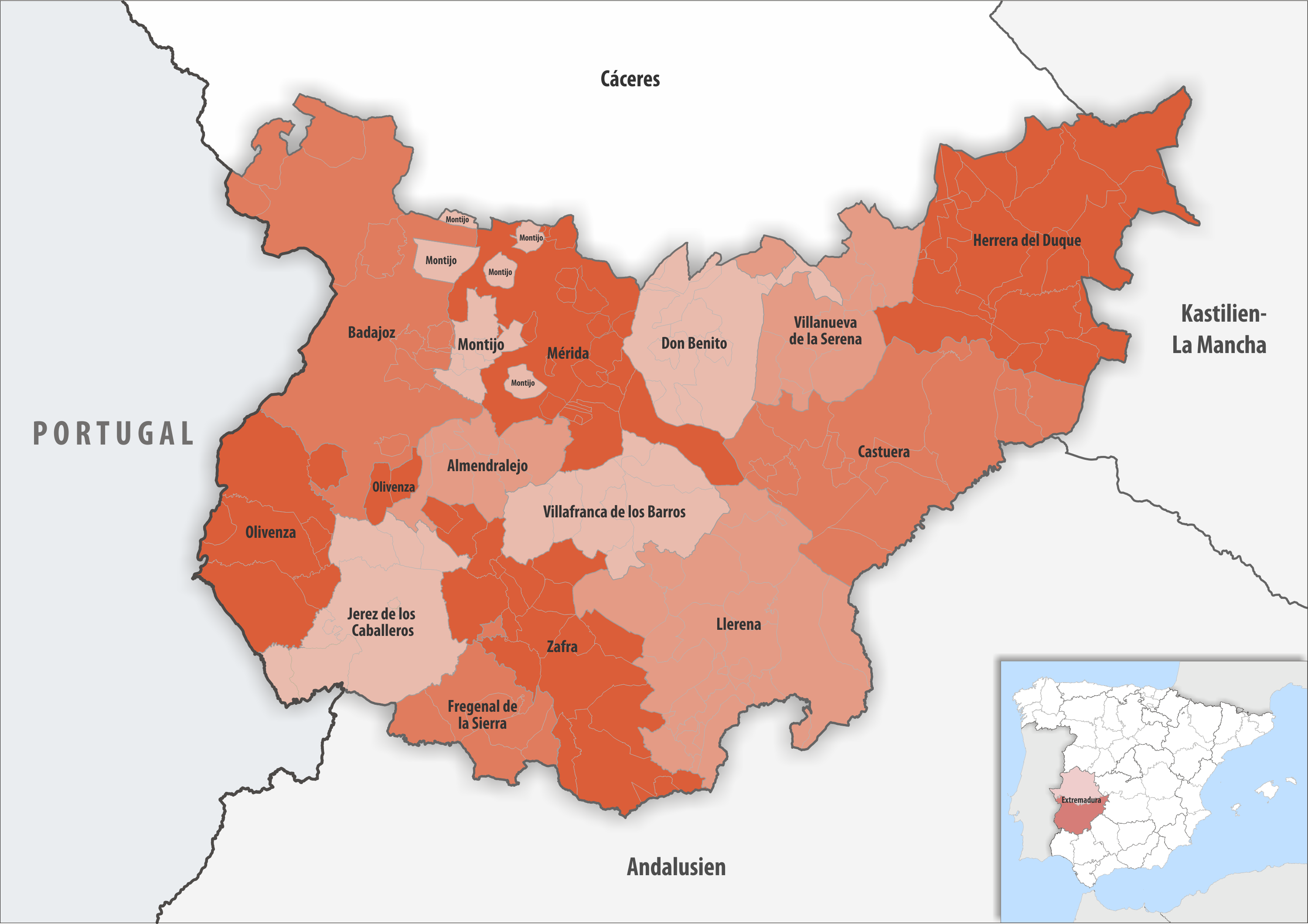
Gerichtsbezirke in der Provinz Badajoz

| Gerichtsbezirk            | Gemeinden | Einwohner (2024) | Fläche km² | Dichte Einw./km² | Hauptquartier             |
| ------------------------- | --------- | ---------------- | ---------- | ---------------- | ------------------------- |
| Almendralejo              | 8         | 50.167           | 635,65     | 79               | Almendralejo              |
| Badajoz                   | 10        | 179.312          | 2.786,02   | 64               | Badajoz                   |
| Castuera                  | 14        | 26.075           | 2.393,88   | 11               | Castuera                  |
| Don Benito                | 9         | 54.057           | 1.086,85   | 50               | Don Benito                |
| Fregenal de la Sierra     | 7         | 13.413           | 728,32     | 18               | Fregenal de la Sierra     |
| Herrera del Duque         | 17        | 18.035           | 2.692,64   | 7                | Herrera del Duque         |
| Jerez de los Caballeros   | 9         | 25.653           | 1.302,61   | 20               | Jerez de los Caballeros   |
| Llerena                   | 20        | 28.217           | 2.535,28   | 11               | Llerena                   |
| Mérida                    | 16        | 83.914           | 1.671,43   | 50               | Mérida                    |
| Montijo                   | 10        | 36.182           | 511,33     | 71               | Montijo                   |
| Olivenza                  | 9         | 26.991           | 1.431,37   | 19               | Olivenza                  |
| Villafranca de los Barros | 8         | 27.809           | 1.019,90   | 27               | Villafranca de los Barros |
| Villanueva de la Serena   | 10        | 43.653           | 1.123,34   | 39               | Villanueva de la Serena   |
| Zafra                     | 18        | 51.492           | 1.850,44   | 28               | Zafra                     |
| Provinz Badajoz           | 165       | 664.970          | 21.769,06  | 31               | Badajoz                   |

## Provinz Cáceres

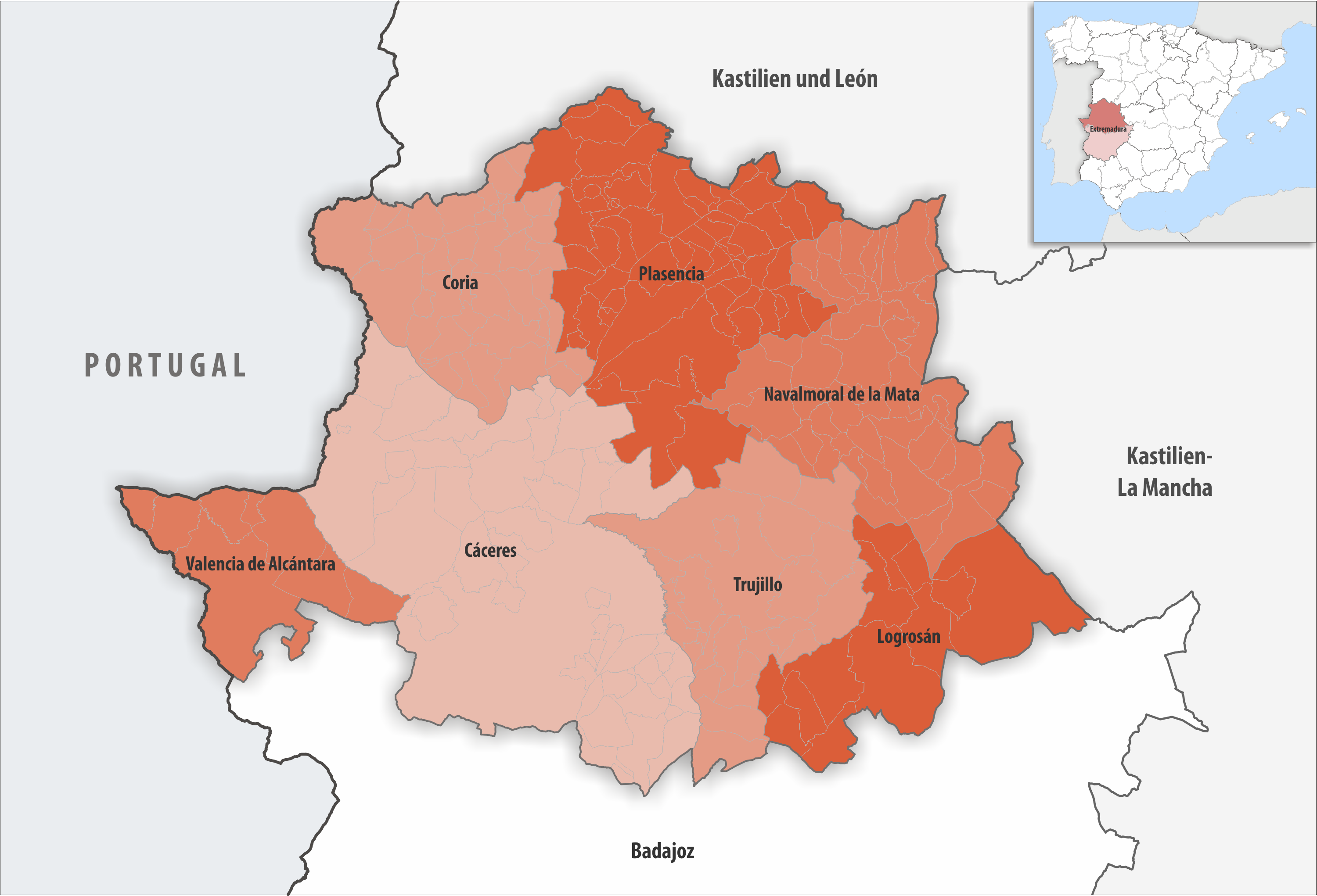
Gerichtsbezirke in der Provinz Cáceres

| Gerichtsbezirk        | Gemeinden | Einwohner (2024) | Fläche km² | Dichte Einw./km² | Hauptquartier         |
| --------------------- | --------- | ---------------- | ---------- | ---------------- | --------------------- |
| Cáceres               | 41        | 142.877          | 5.581,43   | 26               | Cáceres               |
| Coria                 | 36        | 41.733           | 2.174,22   | 19               | Coria                 |
| Logrosán              | 12        | 11.847           | 1.986,91   | 6                | Logrosán              |
| Navalmoral de la Mata | 44        | 54.658           | 2.849,53   | 19               | Navalmoral de la Mata |
| Plasencia             | 60        | 99.595           | 3.561,57   | 28               | Plasencia             |
| Trujillo              | 22        | 29.180           | 2.333,63   | 13               | Trujillo              |
| Valencia de Alcántara | 8         | 7.930            | 1.377,53   | 6                | Valencia de Alcántara |
| Provinz Cáceres       | 223       | 387.820          | 19.864,82  | 20               | Cáceres               |